# Сампсон (Сиверс)
Иеросхимона́х Сампсо́н (в миру Эдуа́рд Э́сперович Си́верс, в монашестве — Симео́н; 27 июня (9 июля) 1898, Санкт-Петербург, Российская империя — 24 августа 1979, Москва, РСФСР) — священнослужитель Русской православной церкви, иеросхимонах, духовный писатель.
Фигура Сиверса вызывает множество противоречий между его последователями и почитателями, с одной стороны, и обличителями и критиками — с другой. Не существует общепризнанно подлинной и окончательной версии его биографии. В его поучениях критиками выявляются неправославный характер и манихейство, его называют самозванцем и самосвятом, а почитателей — т. н. «царебожниками».

## Биография

### Происхождение, семья, образование
Эдуард Сиверс родился 27 июня (10) июля 1898 года в Санкт-Петербурге в семье коллежского асессора, чиновника Главного управления уделов Яспера Александровича (Яспера-Иоганна-Даниила) Сиверса. Мать, Анна Васильевна (Мабелия Гар, родилась в 1872 году) — англичанка. К роду графов Сиверсов семья отношения не имела, что не помешало ему впоследствии заявлять об этом и именовать себя «графом».
Окончил училище при немецкой реформатской церкви, затем с 1916 года обучался в Петроградской гимназии и на Высших богословских курсах (1925).

### Военная служба
Служил в 1-м Адмиралтейском резервном полку. 13 ноября 1918 года поступил в 43-й Виндавский стрелковый полк войск обжелдор Северного флота, служил письмоводителем пулемётной команды на Петроградском участке Московско-Виндаво-Рыбинской железной дороги. Вероятно, будучи на службе, в 1918 году посещал Иоанно-Богословский Савво-Крыпецкий монастырь. 30 сентября 1919 года в бою под Плюссой был ранен разрывной пулей в правое плечо навылет, контужен в голову. Полтора года пробыл в госпитале: сначала в Петроградском Семёновском военном госпитале № 2, а затем в Тихвине. Вследствие ранения деятельность правой руки сократилась на 85 %, а также развилась неврастения. Будучи ещё в госпитале, подал заявление о вступлении в ВКП(б), рекомендации дали военком госпиталя и завхоз госпиталя. После выписки был принят на службу в Тихвинском уездном военном комиссариате, помощником военкома. С мая по сентябрь 1920 года был кандидатом в ВКП(б). В 1921 — начале 1922 года заведовал Тихвинским гарнизонным клубом. В начале 1922 года демобилизовался из Красной армии и устроился в архив Военно-морской академии РККФ, состоял в исторической комиссии по изучению Русско-японской войны 1904—1905 годов. В январе 1923 года оставил службу в академии, решив стать монахом.

### Служение в Церкви
В момент подачи заявления о вступлении в РКП(б) Эдуард-Сергий сомневался в своих религиозных убеждениях. После утверждения в вере решил не продолжать процесс вступления в РКП(б). Будучи заведующим клубом, стал открыто посещать храм. Вероятно, здесь произошло знакомство Сиверса с епископом Тихвинским Алексием (Симанским). Возможно, был у него иподиаконом. После переезда в Петроград одновременно с работой в архиве устроился церковным сторожем в Александро-Невскую лавру, где ему была предоставлена келья.
25 марта 1922 года был пострижен в монахи с именем Симеон. После перехода в сентябре 1922 года собора лавры в обновленчество, будучи несогласным с назначением женатого обновленческого «архиепископа» Николая (Соболева), по словам самого отца Симеона, саботировал его встречу в монастыре. Тем самым монах встал в открытый конфликт с лаврой. При этом он остался в ней, а 20 ноября попросился за штат с просьбой сохранить за ним келью. Молился в Казанском соборе. Однако уже 13 декабря вернулся в братию лавры «с принесением полного покаяния за оскорбление духовного собора лавры». 6 февраля 1923 года «за усердное служение» лавра ходатайствовала перед управляющим Петроградской обновленческой епархией Артемием (Ильинским) о рукоположении монаха Симеона в сан иеродиакона, что состоялось 15 февраля 1923 года. В ноябре вместе с братией вернулся в патриаршую церковь.

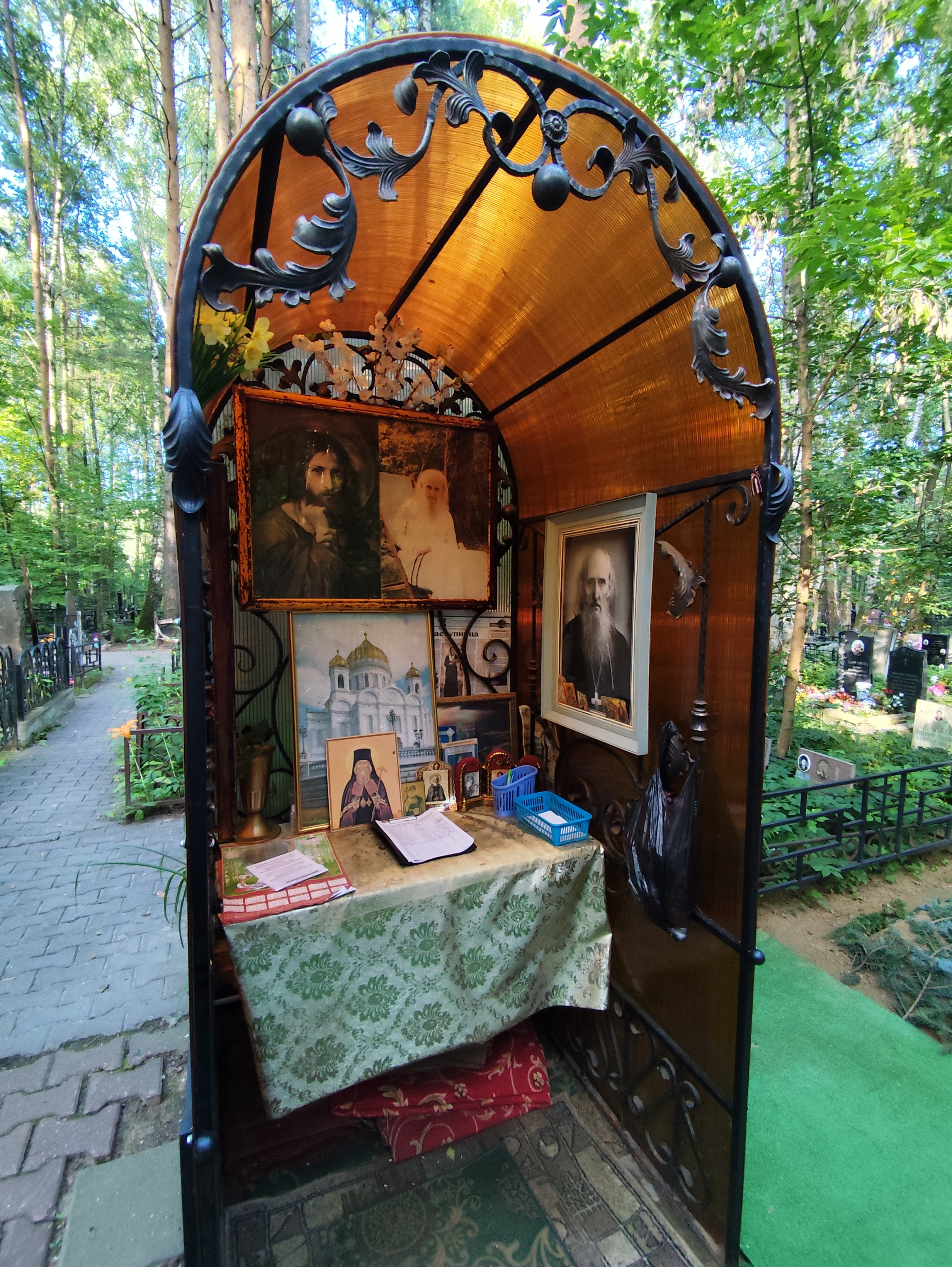
Могила Иеросхимонаха Сампсона

18 февраля 1932 года иеродиакон Симеон был арестован в лавре, осуждён по статье 58-10-11 Уголовного кодекса РСФСР и приговорён к трём годам лагерей, отбывал срок в Свирлаге.
После освобождения 19 января 1935 года был рукоположён в сан иеромонаха.
17 мая 1936 года был арестован Борисоглебским городским отделением НКВД по Воронежской области. Ему было предъявлено обвинение по статьям 58-10 ч. II и 58-11 Уголовного кодекса РСФСР. На первом допросе он не признал, что, «принимая для исповеди верующих у себя в квартире», вёл разговоры антисоветского характера. 31 мая «признал себя виновным, назвал имена и фамилии верующих и пересказал то, что они якобы говорили против советской власти». 10 августа заявил о снятии сана и просил ограничить наказание только высылкой. К этому моменту к старым недугам у него добавились «порок сердца и поражённость туберкулёзом обеих верхушек лёгких». 22 декабря обвинил следствие в давлении, под которым ему пришлось оговорить себя и других. Был приговорен к восьми годам лагерей.
С 1946 года служил в селе Ипатово Ставропольского края, затем — в селе Кугульта. Вскоре он перешёл в Пензенскую епархию, служил сначала в городе Рузаевке, затем — в Макаровке, селе Спасском, в Полтавском женском монастыре. В 1956—1958 годах был вторым священником Казанского кафедрального собора в Волгограде. С 1958 по 1963 год — насельник Псково-Печерского Успенского монастыря. С 1963 года за штатом, проживал в Москве. 16 сентября 1966 года по благословению митрополита Иоанна Киевского был пострижен в великую схиму с именем Сампсон в честь преподобного Сампсона Странноприимца.
Скончался 24 августа 1979 года после тяжёлой болезни. Отпевание состоялось 26 августа в церкви Святителя Николая в Кузнецах (пел хор Московской духовной академии). Похоронен был на Николо-Архангельском кладбище в Москве.

## Почитание и попытки канонизации
В 1998 году инициативная группа выдвинула предложение о канонизации Самсона (Сиверса). Однако Комиссия по канонизации, исследовав архивные документы, выявила противоречия жизненного пути иеросхимонаха, что послужило препятствием для канонизации. Тем не менее группа его почитателей настаивает на его святости, называя его святым старцем и отвергая любые негативные данные о нём. Его почитателями были установлены «памятные дни» (даты по григорианскому календарю): 10 июля — день тезоименитства и рождения, 24 августа — день преставления, 16 февраля — день тезоименитства в монашестве в честь Симеона Богоприимца.